# Korzenianka rzodkiewkowata
Korzenianka rzodkiewkowata  (Phaeocollybia festiva  (Fr.) R. Heim) – gatunek grzybów należący do rodziny Hymenogastraceae.

## Systematyka i nazewnictwo
Pozycja w klasyfikacji według Index Fungorum: Phaeocollybia, Hymenogastraceae, Agaricales, Agaricomycetidae, Agaricomycetes, Agaricomycotina, Basidiomycota, Fungi.
Po raz pierwszy gatunek ten zdiagnozował w 1838 r. Elias Magnus Fries, nadając mu nazwę Agaricus faestivus. Do rodzaju Phaeocollybia (korzenianka) przeniósł go w 1942 r. Roger Heim.
Synonimy naukowe:
- Agaricus festivus Fr. 1838
- Hylophila festiva (Fr.) Quél. 1886
- Naucoria festiva (Fr.) Bres. 1882

Nazwę polską zaproponował Władysław Wojewoda w 2003 r.

## Morfologia
Kapelusz
Średnica 2–5,5 cm, za młodu stożkowaty, z czasem staje się szeroko rozpostarty z wysokim garbem. Brzeg ostry i długo podwinięty. Powierzchnia higrofaniczna; podczas wilgotnej pogody śliska, o barwie od jasno- do ciemnooliwkowej, podczas suchej jedwabiście błyszcząca.
Blaszki
Szerokie i wąsko przyrośnięte. U młodych owocników są jasnoróżowobrązowe, u starszych czerwonobrązowe. Na ostrzach białe kosmki.
Trzon
Wysokość 4–12 cm, z czego część zagłębiona w ziemi ma długość 3–8 cm, grubość 3–7 mm. Jest walcowaty, giętki, gładki i śliski. w dolnej części cieńszy, a nawet zaostrzony, Powierzchnia w górnej części jasnobrązowooliwkowa, w dolnych 2/3 długości czerwonobrązowa.
Miąższ
Cienki, biały, sprężysty. Smak słaby, niewyraźny, nieco ściągający, zapach podobny do rzodkwi.
Zarodniki
Migdałkowate, o wymiarach 7–8 × 4,5–5 μm, szorstkie. Wysyp zarodników brązowy.

## Występowanie i siedlisko
Gatunek rzadki, znany w niektórych tylko krajach Europy. W Polsce do 2018 r. podano tylko dwa stanowiska w Białowieskim Parku Narodowym (1997 i 2009).
Saprotrof. Rośnie na ziemi w lasach iglastych i mieszanych, na kwaśnej glebie  pod sosnami i świerkami.